# 天主教卡內洛內斯教區
天主教卡內洛內斯教區（拉丁語：Dioecesis Canalopolitana）是烏拉圭一個羅馬天主教教區，屬蒙得維的亞總教區。
教區成立於1961年11月25日，包括卡內洛內斯省。2006年有教友337,000人（佔轄區總人74.9%）、卅三個堂區、卅九名司鐸。現任教區主教為阿爾韋托·聖圭內蒂·蒙特洛。